# Killien Jungen
Killien Jungen (Purmerend, 16 maart 1995) is een Nederlands voetballer die als aanvaller voor AS Cannes speelt.

## Carrière
Killien Jungen verhuisde toen hij één jaar was van Purmerend naar Cannes. In Frankrijk speelde in de jeugd van U.S.M.N. Football en AS Monaco. In 2012 keerde hij weer terug naar Nederland, om in de jeugd van Vitesse te spelen. In november 2014 sloot hij aan bij de Duitse club FC Erzgebirge Aue, waar hij alleen in het tweede elftal speelde in de NOFV-Oberliga Süd. In de winterstop van 2016 werd hij door FC Oss aangetrokken, omdat het contract van Seku Conneh werd ontbonden. Jungen maakte zijn debuut op 29 januari 2016, in de met 2-3 verloren thuiswedstrijd tegen FC Dordrecht. Hij kwam in de 84e minuut in het veld voor Richard van der Venne. Na deze 6 minuten kwam hij niet meer in actie voor FC Oss, omdat hij in een oefenwedstrijd geblesseerd raakte en zijn contract afliep. Medio 2018 sloot hij aan bij RC Grasse dat uitkomt in de Championnat National 2. 
In juni 2020 verbond Jungen zich aan AS Cannes dat uitkomt in de Championnat National 3.

## Trivia
Jungen is een neef van Mitchel Bakker.